# Badminton ai Giochi della XXXI Olimpiade - Doppio femminile
Le gare del doppio femminile di badminton dei Giochi Olimpici del 2016 si sono tenute dall'11 al 19 agosto al Riocentro.

## Formato
Le gare sono iniziate con un turno preliminare: le atlete sono state ripartite in quattro gruppi e ogni coppia ha sfidato le avversarie del medesimo gruppo. Le 8 coppie vincitrici hanno avuto accesso alla fase a eliminazione diretta.

## Teste di serie
1. Misaki Matsutomo / Ayaka Takahashi
2. Tang Yuanting / Yu Yang
3. Nitya Krishinda Maheswari / Greysia Polii
4. Jung Kyung-eun / Shin Seung-chan

## Risultati

### Fase a eliminazione diretta
|  | Quarti di finale | Quarti di finale                        | Quarti di finale                        | Quarti di finale                        | Quarti di finale |                                |                                         | Semifinali                       | Semifinali                | Semifinali                | Semifinali                | Semifinali                |                           |                           | Finale Medaglia d'Oro     | Finale Medaglia d'Oro            | Finale Medaglia d'Oro | Finale Medaglia d'Oro | Finale Medaglia d'Oro |
|  |                  |                                         |                                         |                                         |                  |                                |                                         |                                  |                           |                           |                           |                           |                           |                           |                           |                                  |                       |                       |                       |
|  | A1               | Misaki Matsutomo Ayaka Takahashi        | 21                                      | 18                                      | 21               |                                |                                         |                                  |                           |                           |                           |                           |                           |                           |                           |                                  |                       |                       |                       |
|  | C2               | Vivian Hoo Kah Mun Woon Khe Wei         | 16                                      | 21                                      | 9                |                                |                                         |                                  |                           |                           |                           |                           |                           |                           |                           |                                  |                       |                       |                       |
|  | C2               | Vivian Hoo Kah Mun Woon Khe Wei         | 16                                      | 21                                      | 9                |                                | A1                                      | Misaki Matsutomo Ayaka Takahashi | 21                        | 21                        |                           |                           |                           |                           |                           |                                  |                       |                       |                       |
|  |                  |                                         |                                         |                                         |                  |                                | A1                                      | Misaki Matsutomo Ayaka Takahashi | 21                        | 21                        |                           |                           |                           |                           |                           |                                  |                       |                       |                       |
|  |                  | B1                                      | Jung Kyung-eun Shin Seung-chan          | 16                                      | 15               |                                |                                         |                                  |                           |                           |                           |                           |                           |                           |                           |                                  |                       |                       |                       |
|  | B1               | B1                                      | Jung Kyung-eun Shin Seung-chan          | 16                                      | 15               | Jung Kyung-eun Shin Seung-chan | 21                                      | 20                               | 21                        |                           |                           |                           |                           |                           |                           |                                  |                       |                       |                       |
|  | B1               |                                         |                                         |                                         |                  | Jung Kyung-eun Shin Seung-chan | 21                                      | 20                               | 21                        |                           |                           |                           |                           |                           |                           |                                  |                       |                       |                       |
|  | A2               | Eefje Muskens Selena Piek               | 13                                      | 22                                      | 14               |                                |                                         |                                  |                           |                           |                           |                           |                           |                           |                           |                                  |                       |                       |                       |
|  |                  |                                         |                                         |                                         |                  |                                |                                         |                                  |                           |                           |                           |                           |                           |                           | A1                        | Misaki Matsutomo Ayaka Takahashi | 18                    | 21                    | 21                    |
|  |                  |                                         | B2                                      | Christinna Pedersen Kamilla Rytter Juhl | 21               | 9                              | 19                                      |                                  |                           |                           |                           |                           |                           |                           |                           |                                  |                       |                       |                       |
|  | D2               | Tang Yuanting Yu Yang                   | 21                                      | 21                                      |                  |                                |                                         |                                  |                           |                           |                           |                           |                           |                           |                           |                                  |                       |                       |                       |
|  | C1               | Nitya Krishinda Maheswari Greysia Polii | 11                                      | 14                                      |                  |                                |                                         |                                  |                           |                           |                           |                           |                           |                           |                           |                                  |                       |                       |                       |
|  | C1               | Nitya Krishinda Maheswari Greysia Polii | 11                                      | 14                                      |                  | D2                             | Tang Yuanting Yu Yang                   | 16                               | 21                        | 19                        |                           |                           |                           |                           |                           |                                  |                       |                       |                       |
|  |                  |                                         |                                         |                                         |                  | D2                             | Tang Yuanting Yu Yang                   | 16                               | 21                        | 19                        |                           |                           |                           |                           |                           |                                  |                       |                       |                       |
|  |                  | B2                                      | Christinna Pedersen Kamilla Rytter Juhl | 21                                      | 14               | 21                             |                                         |                                  | Finale Medaglia di Bronzo | Finale Medaglia di Bronzo | Finale Medaglia di Bronzo | Finale Medaglia di Bronzo | Finale Medaglia di Bronzo | Finale Medaglia di Bronzo | Finale Medaglia di Bronzo |                                  |                       |                       |                       |
|  | B2               | B2                                      | Christinna Pedersen Kamilla Rytter Juhl | 21                                      | 14               | 21                             | Christinna Pedersen Kamilla Rytter Juhl | 28                               | Finale Medaglia di Bronzo | Finale Medaglia di Bronzo | Finale Medaglia di Bronzo | Finale Medaglia di Bronzo | Finale Medaglia di Bronzo | Finale Medaglia di Bronzo | Finale Medaglia di Bronzo | 18                               | 21                    |                       |                       |
|  | B2               |                                         |                                         |                                         |                  |                                | Christinna Pedersen Kamilla Rytter Juhl | 28                               |                           |                           |                           |                           |                           |                           |                           | 18                               | 21                    |                       |                       |
|  | D1               | Chang Ye-na Lee So-hee                  | 26                                      | 21                                      | 15               |                                |                                         |                                  |                           |                           |                           |                           |                           |                           | B1                        | Jung Kyung-eun Shin Seung-chan   | 21                    | 21                    |                       |
|  |                  |                                         |                                         |                                         |                  |                                |                                         |                                  |                           |                           |                           |                           |                           |                           | D2                        | Tang Yuanting Yu Yang            | 8                     | 17                    |                       |